# Diafragma (strzelectwo)
Diafragma – przyrząd służący do pokazania prawidłowego ustawienia muszki w stosunku do szczerbiny celownika bezpośrednio na przyrządach celowniczych broni strzeleckiej oraz prawidłowego zgrania równej muszki z punktem celowania.